# 伊射奈岐神社 (吹田市山田東)
伊射奈岐神社（いざなぎじんじゃ）は、大阪府吹田市山田東にある神社。
延喜式神名帳の島下郡の条に「伊射奈岐神社」が二座あり、その一座とされる延喜式内社である。なお、もう一座は佐井寺に位置し伊射奈岐命を祀る同名の神社だといわれる。旧社格は郷社。
伴信友は、元々は当地に伊射奈美神のみが祀られていたが、貞観から延喜に伊射奈岐神が当社に勧請されたものと考証している。

## 歴史
社伝によると、雄略天皇23年に伊勢神宮の斎宮である皇女・倭姫命の示教によって岡本豊足彦が五柱の皇大神を奉祀する地を探し求め、付近の小川谷の地に祀ったという。当初は姫宮社と呼ばれた。仁寿2年（852年）に姫宮を高庭山に移す。
貞観元年（859年）から貞観15年（873年）の間に佐井寺社から伊邪那美神を勧請する。貞観15年（873年）に社名を姫宮から五社宮に改名する。江戸時代には一般的に五社と呼ばれていた。
寛永13年（1636年）に本殿、拝殿を建造する。1870年（明治3年）に現在の社名を正称としている。
1873年（明治6年）、郷社となる。1911年（明治44年）に山田上の土山神社と天満神社、大名牟遅神社、および山田下の天満神社を境内に合併・移転。
初代神主・岡本豊足彦の末裔に岡本英太郎（農商務次官・産業組合中央金庫理事長）がいる。ジュネーブにおける国際労働総会日本政府代表を務めた。

## 考証
- 吹田市には２つの伊射奈岐神社（佐井寺社と山田東社）があり、ともに雄略天皇23年に創建とする。佐井寺社の社伝には『貞観から延喜年間（859年 - 922年）に伊邪那美神を東北の地に遷座。これを姫宮と称し、本社を奥宮と称した』とある。一方、山田東社の社伝には『雄略天皇23年に小川谷に姫宮を創建。後に姫宮を高庭山に遷座、貞観15年に社名を五社宮に改名」とある。
- 佐井寺社、山田東社ともに貞観元年（859年）神階授与があったと伝えるが、『日本三代実録』には「伊射奈岐神に従五位上を授けた」とあり、実際に神階を授与したのは伊射奈岐神を祀る佐井寺社のみで山田東社にはなかった。江戸時代の国学者伴信友は「伊射奈岐神、伊邪那美神の２柱は共に皇祖神であり、本来2社に授与されるべきものが、山田東社にはなかった事から山田東社の伊射奈岐神社は、貞観から延喜年間（859年 - 922年）に佐井寺社から勧請されたもの」とした。
- ところが大阪府全志には「貞観前の仁寿2年（852年）に姫宮の高庭山への遷座が行われた」とあり、勧請前に姫宮が存在したとする。

年代順に並べると山田東社の社歴は「雄略天皇23年に小川谷に姫宮が創建 → 仁寿2年（852年）に姫宮を高庭山へ遷座 → 貞観元年から貞観15年（859年 - 873年）の間に佐井寺社から伊邪那美神を勧請 → 貞観15年に社名を五社宮に改名」となる。祭神と同じ神を勧請することはないため、勧請により主神が代わったと思われる。
当初の姫宮に祀っていた主神が誰であったのか、現在では姫宮が存在したという小川谷の場所すらも不明だが、山田東社の東南にある「山田小川公園」にその名を残し、公園の隣には現在でも小川が流れる。
かっての下流域にあたる樫切山交差点付近には大神木橋、下大神木橋（現：山田橋）があり、大神木神社と隣接する。

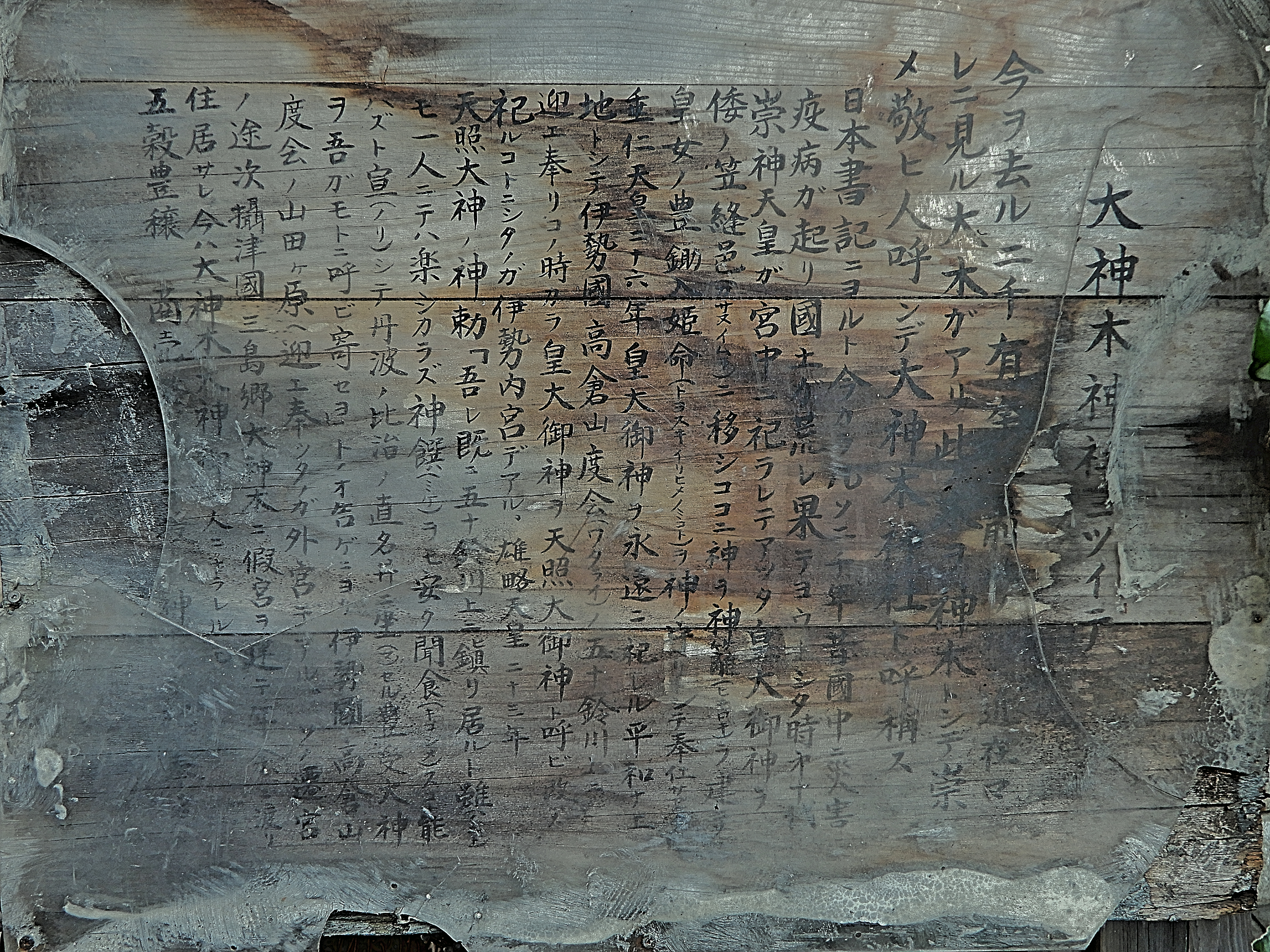
大神木神社_高札

この大神木神社の社伝には、雄略天皇23年に天照大神の神託を受け大神木神社が創建されたとの経緯が記されており、それによると天照大神の神託により豊受大神を丹波国から伊勢国に遷宮する途中、当地の大神木に仮宮を建て一年余り鎮座したとある。
『その遷宮の途次　摂津国三島郷大神木に假宮を建て年（ひととせ）余りに渡り住居され 今は大神木神御一人となられるも…』
社伝に見える大神木神社の創建が姫宮と同じく雄略天皇23年であることから、仮宮址を再び祭祀して姫宮になったのであろう。
山田東社の社伝には「伊勢神宮の斎宮皇女・倭姫（※雄略天皇の皇女 栲幡姫皇女〔別名：稚足姫皇女〕の誤りか）の御示教により、岡本豊足彦（大佐々之命）が五柱の神を奉祀するべき霊地をこの地に定めた。
その経緯により伊勢山田から名を移し「山田ヶ原」と称した」とある。しかし、この社伝の経緯は次の点でいささか懐疑的である。
1. 記紀や神話に伊勢の山田ヶ原と伊射奈岐神、伊邪那美神を結びつけるものがないこと。
2. 五社宮に蛭子神を祀っているが、蛭子信仰は平安末期に西宮えびす神社が創建された事に始まる後世の神であること。
3. 五社宮の天児屋根命と天忍熊根命は藤原氏の氏神であること。
4. 古代において例え皇族であっても豪族が他の豪族の氏神を祀ることはないこと。
5. 雄略天皇の時代は葛城氏や大伴氏，巨勢氏が台頭しており、これらの豪族を差し置いて当時弱小豪族だった藤原氏（中臣氏）の氏神を祀るなどあり得ないこと。

勧請があった貞観時代には宇迦之御魂神を祭神とする稲荷信仰が大流行している。稲荷信仰は和銅年間(708~715)に秦氏による伏見稲荷大社創建により始まり、天長４年(827)に淳和天皇から「従五位下」を、天慶５年(942)には最高位である「正一位」を賜るなど貞観時代に隆盛を極めた。山田東社の摂社には稲荷大明神（宇迦之御魂神）が祀られており、当初は蛭子神ではなく、この稲荷大明神が五社宮の一柱として祀られていたと思われる。しかしながら五社宮の蛭子神が宇迦之御魂神であっても雄略天皇の時代に五社宮が伊勢で祀られていたとするには、時代的に無理がある。五社宮は五柱がそろって五社宮であり一柱が欠けた状態で五社宮とは呼べない。このため他の四柱も伊勢で祀っていたとするのは疑わしいく信憑性がない。恐らく社伝は勧請後に藤原氏により改竄されたものであり、本来の社伝は「伊勢神宮の斎宮皇女・栲幡姫皇女(稚足姫皇女)の御示教により、岡本豊足彦（大佐々之命）が豊受大神を奉祀するべき霊地をこの地に定めた。その経緯により伊勢山田から名を移し山田ヶ原と称した」であろう。
伊勢の伊勢山田に鎮座するのは豊受大神であり、伊邪那美神ではない。
姫宮（仮宮）の主神が豊受大神だからこそ遷宮先の伊勢山田ヶ原の地名が移されたのであり、逆に言えば、山田ヶ原の地名が移されたからこそ、姫宮の主神が豊受大神であることを物語っている。
なお仮宮が在った「小川谷」は現在の「尺谷」と思われる。尺は長さの単位であり、谷とは結びつかない。
これは「仮宮の谷」を「借宮の谷」と書き間違えたことで、その略称である「借谷」が後世になって「尺谷」に書き改められたものであろう。

## 祭神
- 主祭神 - 伊射奈美命
- 相殿神 - 天児屋根命、手力雄命、天忍熊根命、蛭子命

## 境内
- 本殿（大阪府指定有形文化財） - 寛永13年（1636年）再建。大阪府下では珍しい五間社流造檜皮葺となっている。
- 拝殿 - 寛永13年（1636年）再建。1970年（昭和45年）改築。
- 八幡宮 - 祭神：八幡宮、八王子社、天満宮、祓戸大神。以前は境内拝殿向かって左側手前（現在祭りの時の神輿置き場になっている駐車場）に八幡宮、八王子社、天満宮はそれぞれ別の社として奉られていた。
- 社務所
- 弁財天社
- 稲荷神社 - 祭神：重守大明神

## 文化財

### 大阪府指定有形文化財
- 本殿（平成23年1月14日指定）[6]

### 吹田市指定有形文化財
- 社号標石 - 石碑。

### 吹田市指定無形民俗文化財
- 太鼓神輿（山田伊射奈岐神社太鼓神輿保存会）

## アクセス
- 阪急千里線山田駅より徒歩20分
- 阪急バス吹田線 12・18・21系統 山田宮ノ前停留所より徒歩3分
- 阪急バス吹田線 4・12・16・18・21系統 新小川停留所より徒歩5分